# Marco Milesi
Pour les articles homonymes, voir Milesi.
Marco Milesi (né le 30 janvier 1970 à Osio Sotto, dans la province de Bergame, en Lombardie) est un ancien coureur cycliste italien. Il est actuellement directeur sportif de l'équipe Unieuro Trevigiani-Hemus 1896.

## Biographie
Marco Milesi passe professionnel en 1994 dans l'équipe Brescialat, après avoir terminé deuxième du Baby Giro l'année précédente, derrière Gilberto Simoni. Il participe à son premier Tour de France en 1995 ; il l'achève à la 85e place en s'étant classé sixième de l'étape de Revel.
En 1996, il se classe parmi les dix premiers de deux manches de la coupe du monde : la Leeds International Classic (9e) et Paris-Roubaix (10e).
Ce n'est que durant sa cinquième saison professionnelle, en 1998, qu'il remporte sa première victoire. La deuxième étape du Tour du Pays basque constituera le seul succès de sa carrière.
Il a mis un terme à sa carrière à l'issue de la saison 2006, après deux années au sein de la formation Liquigas.

## Palmarès

### Palmarès année par année
- 1988
  - Tre Ciclistica Bresciana :
    - Classement général
    - Une étape
- 1990
  - 2ea et 2eb étapes du Tour du Costa Rica
- 1991
  - 8eb étape du Tour du Chili
- 1992
  - Gran Premio Capodarco
  - 3e étape du Tour du Chili
- 1993
  - 2e du Baby Giro
- 1996
  - 9e de la Leeds International Classic
  - 10e de Paris-Roubaix
- 1997
  - 3e des Trois Jours de La Panne
- 1998
  - 2e étape de la Bicyclette basque
- 1999
  - 3e du Tour de l'Oise et de la Somme
- 2006
  - 7e de l'Eindhoven Team Time Trial

### Résultats sur les grands tours

#### Tour de France
3 participations
- 1995 : 85e
- 2001 : abandon (12e étape)
- 2003 : non-partant à la 15e étape

#### Tour d'Espagne
5 participations
- 1994 : abandon (12e)
- 1997 : 79e
- 1998 : abandon (12e)
- 1999 : abandon (12e)
- 2004 : 109e

#### Tour d'Italie
4 participations
- 1996 : 88e
- 1997 : abandon (6e étape)
- 2000 : 117e
- 2005 : 124e